# Посёлок санатория № 3
Посёлок санатория № 3 (Шафраново, санаторий № 3) — посёлок Шафрановского сельсовета Альшеевского района Башкортостана, объединённый в 2005 году с селом Шафраново.

## История
Закон «О внесении изменений в административно-территориальное устройство Республики Башкортостан в связи с образованием, объединением, упразднением и изменением статуса населенных пунктов, переносом административных центров» от 20 июля 2005 года N 211-з постановил:
2. Объединить следующие населенные пункты с сохранением наименований:

1) в Альшеевском районе:

г) поселение железнодорожная будка 1490 км, поселок разъезда Мендян, поселок санатория N 3 и село Шафраново Шафрановского сельсовета, установив объединенному населенному пункту тип поселения — село, с сохранением наименования «Шафраново»;